# Ilha da Assunção
Ilha da Assunção är en ö i Brasilien.   Den ligger i delstaten Pernambuco, i den östra delen av landet, 1 200 km nordost om huvudstaden Brasília.
Omgivningarna runt Ilha da Assunção är i huvudsak ett öppet busklandskap. Runt Ilha da Assunção är det mycket glesbefolkat, med 7 invånare per kvadratkilometer.